# Сазоново (деревня, Московская область)
Сазо́ново — деревня в муниципальном округе Егорьевск Московской области России.

## География
Деревня Сазоново расположена в северо-западной части муниципального округа Егорьевского района, примерно в 13 километрах к югу от города Егорьевск. В 300 метрах к западу от деревни протекает река Щелинка. Высота над уровнем моря 157 метров.

## Название
Название связано с календарным личным именем Созон.

## История
До отмены крепостного права деревня принадлежала помещикам Эман и Оболенской. После 1861 года деревня вошла в состав Троицкой волости Егорьевского уезда. Приход находился в селе Ивановском.
В 1926 году деревня входила в Сазоновский сельсовет Колычёвской волости Егорьевского уезда.
До 1994 года Сазоново входило в состав Колычевского сельсовета Егорьевского района, а в 1994—2006 годы — Колычевского сельского округа.
Входит в состав городского поселения Егорьевск. 

## Демография
Население — 52 человек (2010).
| 1859 | 1868 | 1885 | 1905 | 1926 | 2002 | 2006 |
| ---- | ---- | ---- | ---- | ---- | ---- | ---- |
| 384  | ↘365 | ↗477 | ↗610 | ↘447 | ↘41  | ↘35  |
| 2010 |      |      |      |      |      |      |
| ↗52  |      |      |      |      |      |      |

В 1905 году — 610 человек (294 мужчины, 316 женщин), в 1926 году — 447 человек (216 мужчин, 231 женщина). По переписи 2002 года — 41 человек (19 мужчин, 22 женщины).